# Claudia Bobocea
Claudia Bobocea (Bucarest, 11 de junio de 1992) es una atleta rumana, especialista en carreras de media distancia (800, 1500 y 3000 metros).

## Carrera
Debutó profesionalmente en 2011, siendo una de sus primeras competiciones el Campeonato Europeo de Atletismo Sub-20 de Tallin (Estonia), donde quedó séptima en la serie clasificatoria de los 800 metros, con un tiempo de 2:12,90 minutos. Dos años más tarde, en el Campeonato Europeo de Atletismo Sub-23 de Tampere (Finlandia), terminaba novena en los 1500 metros, con 4:20,39 minutos de marca.
Para 2014, probaba suerte también en los equipos de relevos, destacando su participación en los Relevos Mundiales de Bahamas, donde con el combinado rumano de 4 x 800 metros relevos fue séptima (8:23,12 min.), mientras que con el equipo de 4 x 1500 metros se quedó a las puertas del podio, cuarta con 17:51,48 minutos de registro.
En 2015, en el Campeonato Europeo de Atletismo en Pista Cubierta de Praga, volvía a quedar eliminada en la ronda clasificatoria (octava en la segunda serie), esta vez en los 3000 metros, que recorrió en 9:27,82 minutos. Conseguiría uno de sus primeros podios en la Primera Liga del Campeonato Europeo de Atletismo por Equipos de ese año, celebrada en la ciudad griega de Heraclión en la modalidad de 1500 metros, ganando el oro al llegar a meta en 4:14,58 minutos. En verano, se trasladó a Corea del Sur para correr en la Universiada que tuvo lugar en Gwangju, donde fue duodécima en los 1500 metros, con un tiempo algo superior a la media que arrastraba, con 4:31,27.
En 2016 no avanzaría en los 1500 metros ni en el Campeonato Mundial de Atletismo en Pista Cubierta de Portland ni en el Campeonato Europeo de Atletismo de Ámsterdam. Pese a estas vicisitudes, lograría una plaza con el equipo olímpico rumano para participar en los Juegos Olímpicos de Río de Janeiro 2016, a los que acudió como corredora de los 800 metros. Corrió en la segunda serie, donde terminó sexta, sin opciones de clasificación y con 2:03,75 de registro.
En el Campeonato Europeo de Atletismo en Pista Cubierta de 2017 que tuvo lugar en Belgrado (Serbia) volvía a verse superada en la primera carrera, ya que cayó en la primera de sus series, siendo quinta en los 1500 metros lisos (4:16,98 min.); un resultado parecido al que obtendría poco después en el Campeonato Mundial de Atletismo de Londres. Sería, así mismo, undécima en dicha categoría en la Universiada de Taipéi (4:22,85).
Para 2018, tendría la cara y la cruz en el Campeonato Mundial de Atletismo en Pista Cubierta de Birmingham, pues mientras no superaría la carrera clasificatoria de los 1500 metros (novena en su serie), sí llegaría a quedar decimotercera en los 3000 metros, con 9:23,70 minutos de marca.
En 2019 acabaría séptima en los 1500 metros del Campeonatos Europeos de Atletismo en Pista Cubierta que tuvieron lugar en Escocia, donde acabó en la meta con 4:13,40 minutos. Rompería su dinámica de no superar las rondas clasificatorias en otoño de ese año en el Campeonato Mundial de Atletismo de Doha, donde llegó hasta las semifinales, sin pasaporte a la final de los 1500 metros, pero con un registro mejorado, bajando hasta los 4:02,29.
Tras la paralización de multitud de eventos deportivos en 2020 a consecuencia de la pandemia de coronavirus, con el consecuente retraso de la cita olímpica de Tokio, para 2021 regresaba a la competición en el Campeonato Europeo de Atletismo en Pista Cubierta de Toruń (Polonia), donde quedó quinta en la segunda serie de los 1500 metros. Bobocea conseguiría la clasificación para su segunda actuación olímpica en los Juegos Olímpicos de Tokio en julio de 2021, donde solo completó la primera carrera clasificatoria, volviendo a quedar lejos de los puestos clasificatorias, pues terminó undécima en la serie segunda de los 1500 metros, con 4:09,19 minutos.
En marzo de 2022 participó en el Campeonato Mundial de Atletismo en Pista Cubierta de Belgrado (Serbia), donde corrió en los 1500 metros, quedando novena, con 4:09,64 minutos.

## Resultados

### Por temporada
| Representando a Rumania | Representando a Rumania                                    | Representando a Rumania | Representando a Rumania | Representando a Rumania | Representando a Rumania |
| ----------------------- | ---------------------------------------------------------- | ----------------------- | ----------------------- | ----------------------- | ----------------------- |
| Año                     | Competición                                                | Lugar                   | Puesto                  | Modalidad               | Marca                   |
| 2011                    | Campeonato Europeo de Atletismo Sub-20                     | Tallin                  | 7.ª (H2)                | 800 m                   | 2:12,90 min.            |
| 2013                    | Campeonato Europeo de Atletismo Sub-23                     | Tampere                 | 9.ª                     | 1500 m                  | 4:20,39 min.            |
| 2014                    | Relevos Mundiales                                          | Nasáu                   | 7.ª                     | 4 x 800 metros relevos  | 8:23,12 min.            |
| 2014                    | Relevos Mundiales                                          | Nasáu                   | 4.ª                     | 4 x 1500 metros relevos | 17:51,48 min.           |
| 2015                    | Campeonato Europeo de Atletismo en Pista Cubierta          | Praga                   | 8.ª (H2)                | 3000 m                  | 9:27,82 min.            |
| 2015                    | Campeonato Europeo de Atletismo por Equipos - Primera Liga | Heraclión               | 1.ª                     | 1500 m                  | 4:14,58 min.            |
| 2015                    | Universiada                                                | Gwangju                 | 12.ª                    | 1500 m                  | 4:31,27 min.            |
| 2016                    | Campeonato Mundial de Atletismo en Pista Cubierta          | Portland                | 7.ª (H2)                | 1500 m                  | 4:12,38 min.            |
| 2016                    | Campeonato Europeo de Atletismo                            | Ámsterdam               | DNF                     | 800 m                   | -                       |
| 2016                    | Campeonato Europeo de Atletismo                            | Ámsterdam               | 9.ª (H1)                | 1500 m                  | 4:18,98 min.            |
| 2016                    | Juegos Olímpicos                                           | Río de Janeiro          | 6.ª (H2)                | 800 m                   | 2:03,75 min.            |
| 2017                    | Campeonato Europeo de Atletismo en Pista Cubierta          | Belgrado                | 5.ª (H1)                | 1500 m                  | 4:16,98 min.            |
| 2017                    | Campeonato Mundial de Atletismo                            | Londres                 | 10.ª (H2)               | 1500 m                  | 4:11,20 min.            |
| 2017                    | Universiada                                                | Taipéi                  | 11.ª                    | 1500 m                  | 4:22,85 min.            |
| 2018                    | Campeonato Mundial de Atletismo en Pista Cubierta          | Birmingham              | 9.ª (H2)                | 1500 m                  | 4:24,60 min.            |
| 2018                    | Campeonato Mundial de Atletismo en Pista Cubierta          | Birmingham              | 13.ª                    | 3000 m                  | 9:23,70 min.            |
| 2018                    | Campeonato Europeo de Atletismo                            | Berlín                  | 12.ª (H1)               | 1500 m                  | 4:16,20 min.            |
| 2019                    | Campeonato Europeo de Atletismo en Pista Cubierta          | Glasgow                 | 7.ª                     | 1500 m                  | 4:13,40 min.            |
| 2019                    | Campeonato Mundial de Atletismo                            | Doha                    | 12.ª (SF1)              | 1500 m                  | 4:02,29 min.            |
| 2021                    | Campeonato Europeo de Atletismo en Pista Cubierta          | Toruń                   | 5.ª (H2)                | 1500 m                  | 4:18,25 min.            |
| 2021                    | Juegos Olímpicos                                           | Tokio                   | 11.ª (H2)               | 1500 m                  | 4:09,19 min.            |
| 2022                    | Campeonato Europeo de Atletismo                            | Múnich                  | 11.ª                    | 1500 m                  | 4:07,74 min.            |
| 2023                    | Juegos Europeos                                            | Cracovia                | 1.ª                     | 1500 m                  | 4:08,68 min.            |

### Mejores marcas
| Disciplina                         | Marca         | Lugar      | Fecha                   |
| ---------------------------------- | ------------- | ---------- | ----------------------- |
| 800 metros (exterior)              | 2:01,37 min.  | Ostrava    | 8 de septiembre de 2020 |
| 800 metros (pista cubierta)        | 2:04,58 min.  | Bucarest   | 14 de febrero de 2016   |
| 1500 metros (exterior)             | 4:01,31 min.  | Chorzów    | 6 de septiembre de 2020 |
| 1500 metros (pista cubierta)       | 4:06,24 min.  | Mánchester | 22 de enero de 2022     |
| 3000 metros (exterior)             | 8:55,34 min.  | Osaka      | 20 de mayo de 2018      |
| 3000 metros (pista cubierta)       | 8:47,59 min.  | Madrid     | 8 de febrero de 2019    |
| 4 x 400 metros relevos (exterior)  | 3:45,94 min.  | Pitesti    | 8 de julio de 2017      |
| 4 x 800 metros relevos (exterior)  | 8:23,12 min.  | Nasáu      | 25 de mayo de 2014      |
| 4 x 1500 metros relevos (exterior) | 17:51,48 min. | Nasáu      | 24 de mayo de 2014      |